# Bactrocera fulvoabdominalis
Bactrocera fulvoabdominalis
 es una especie de díptero que White y Neal L. Evenhuis describieron por primera vez en 1999. Bactrocera fulvoabdominalis pertenece al género Bactrocera de la familia Tephritidae.